# Personalchef
Der Personalleiter oder der Personalchef ist der Leiter der Personalverwaltung eines Unternehmens.
Im englischsprachigen und vermehrt auch im deutschsprachigen Raum wird er als Chief Human Resources Officer (CHRO) bezeichnet.